# Mecysmauchenius thayerae
Espèce
Mecysmauchenius thayerae est une espèce d'araignées aranéomorphes de la famille des Mecysmaucheniidae.

## Distribution
Cette espèce se rencontre au Chili dans la région des Lacs dans la province d'Osorno et en Argentine dans le parc national Nahuel Huapi dans la province de Río Negro,,.

## Étymologie
Cette espèce est nommée en l'honneur de Margaret Kathryn Thayer.

## Publication originale
- Forster & Platnick, 1984 : A review of the archaeid spiders and their relatives, with notes on the limits of the superfamily Palpimanoidea (Arachnida, Araneae).  Bulletin of the American Museum of Natural History, no 178, p. 1-106 (texte intégral).